# Дозвіл на працевлаштування
Дозвіл на застосування праці — це спеціальний юридичний документ індивідуального характеру, виданий уповноваженим органом держави, що дає право роботодавцю укладати трудовий договір з іноземцем або особою без громадянства в Україні та залучати цю особу на конкретну роботу (посаду).

## Правові підстави
Відповідно до Конституції України іноземці та особи без громадянства, що перебувають в Україні на законних підставах, користуються тими самими правами і свободами, а також несуть такі самі обов'язки, як і громадяни України, — за винятками, встановленими Конституцією, законами чи міжнародними договорами України.
Ця гарантія також стосується і права на трудову діяльність іноземців та осіб без громадянства.
Так, Кодексом законів про працю України передбачено, зокрема, що трудові відносини іноземних громадян, які працюють на підприємствах, в установах, організаціях України, регулюються законодавством держави, в якій здійснене працевлаштування (наймання) працівника, та міжнародними договорами України.
Законом України «Про правовий статус іноземців та осіб без громадянства» передбачено, що іноземці та особи без громадянства, які постійно проживають в Україні, а також яким надано статус біженця в Україні, мають право працювати на підприємствах, в установах і організаціях або займатися іншою трудовою діяльністю на підставах і в порядку, встановлених для громадян України.
Законом України «Про зайнятість населення» визначені особливості прийому на роботу іноземців та осіб без громадянства. Так, статтею 8 цього Закону передбачено, що роботодавці мають право на використання праці іноземців та осіб без громадянства на умовах трудового договору лише за наявності виданого роботодавцю державною службою зайнятості дозволу на використання праці іноземців та осіб без громадянства, якщо інше не передбачено міжнародними договорами України, згода на обов'язковість яких надана Верховною Радою України.

## Умови видачі 'Дозволу'
Роботодавець отримує дозвіл для таких категорій осіб, якщо інше не встановлено міжнародними договорами України, згода на обов’язковість яких надана Верховною Радою України:
1) відряджені іноземні працівники;
2) внутрішньокорпоративні цесіонарії;
3) іноземці та особи без громадянства, стосовно яких прийнято рішення про оформлення документів для вирішення питання про визнання біженцем або особою, яка потребує додаткового захисту;
4) особи, які подали заяву про визнання особою без громадянства, та особи, які оскаржують рішення про відмову у визнанні особою без громадянства.
Відповідно до пункта 1 статті 42-2 Закону України «Про зайнятість населення» для отримання дозволу роботодавець подає до територіального органу центрального органу виконавчої влади, що реалізує державну політику у сфері зайнятості населення та трудової міграції, такі документи
1) заява за формою, встановленою Кабінетом Міністрів України;
2) копії сторінок паспортного документа іноземця з особистими даними разом з перекладом на українську мову, засвідченим в установленому порядку;
3) кольорова фотокартка іноземця розміром 3,5 x 4,5 сантиметра;
4) копія проекту трудового договору (контракту) з іноземцем, посвідчена роботодавцем.
Згідно пункта 1 статті 42-6 Закону України «Про зайнятість населення» роботодавець подає до територіального органу центрального органу виконавчої влади, що реалізує державну політику у сфері зайнятості населення та трудової міграції.
Згідно пункта 2 статті 42-6 Закону України «Про зайнятість населення» Заява про продовження дії дозволу подається роботодавцем до територіального органу центрального органу виконавчої влади, що реалізує державну політику у сфері зайнятості населення та трудової міграції, не пізніш як за 20 календарних днів до закінчення строку дії такого дозволу.

## Термін видачі дозволу
Згідно із пунктом 1 статтею 42-3 Закону України «Про зайнятість населення»  дозвіл видається на строк:
1) дії трудового договору (контракту), але не більш як на три роки - для особливих категорій іноземців.
2) дії договору (контракту), укладеного між українським та іноземним суб’єктами господарювання, але не більш як на три роки - для відряджених іноземних працівників;
3) дії рішення іноземного суб’єкта господарювання про переведення іноземця або особи без громадянства на роботу в Україну та контракту, укладеного між іноземцем або особою без громадянства та іноземним суб’єктом господарювання, про переведення на роботу в Україну - для внутрішньокорпоративних цесіонаріїв;
4) дії трудового договору (контракту), але не більш як на один рік - для всіх інших іноземних найманих працівників.
За наявності підстав дія дозволу може продовжуватися необмежену кількість разів.

## Розмір плати за видачу або продовження дії дозволу становить
Відповідно до пункта 1 статті 42-  Закону України «Про зайнятість населення»  розмір плати за видачу або продовження дії дозволу становить:  
- для дозволів, що видаються на строк від одного до трьох років або їх дія продовжується на такий строк, - шість прожиткових мінімумів для працездатних осіб, встановлених законом на 1 січня календарного року, в якому роботодавцем подані документи;
- для дозволів, що видаються на строк від шести місяців до одного року включно або їх дія продовжується на такий строк, - чотири прожиткові мінімуми для працездатних осіб, встановлені законом на 1 січня календарного року, в якому роботодавцем подані документи;
- для дозволів, що видаються на строк до шести місяців або їх дія продовжується на такий строк, - два прожиткові мінімуми для працездатних осіб, встановлені законом на 1 січня календарного року, в якому роботодавцем подані документи.

## Відповідальність за порушення працевлаштування іноземця без дозволу
Згідно пункту 9 статті 53 Закону України «Про зайнятість населення», штрафи накладаються уповноваженим органом з реалізації державної політики з питань державного нагляду та контролю за дотриманням законодавства про зайнятість населення у порядку, встановленому Кабінетом Міністрів України.
При роз’ясненні щодо відповідальності за порушення працевлаштування іноземця без дозволу Держпраця посилається на частину 5 статті 53 Закону України «Про зайнятість населення», де сказано, що у разі застосування роботодавцем праці іноземців або осіб без громадянства та осіб, стосовно яких прийнято рішення про оформлення документів для вирішення питання щодо надання статусу біженця:
1) на умовах трудового або іншого договору без дозволу на застосування праці іноземця або особи без громадянства, стягується штраф за кожну особу у двадцятикратному розмірі мінімальної заробітної плати, встановленої на момент виявлення порушення;
2) на інших умовах, ніж ті, що передбачені зазначеним дозволом, або іншим роботодавцем, стягується штраф за кожну особу у десятикратному розмірі мінімальної заробітної плати, встановленої на момент виявлення порушення.